# Trans-World-Airlines-Flug 159
Trans-World-Airlines-Flug 159 war ein Linienflug der Trans World Airlines von New York nach Los Angeles mit einem Zwischenstopp in Cincinnati. Am 6. November 1967 verunglückte auf diesem Flug die Boeing 707-131 N742TW der Trans World Airlines nach einem abgebrochenen Start. Ein Mensch kam ums Leben.

## Flugzeug
Bei der Maschine handelte es sich um eine Boeing 707-131, die am 1. Juli 1959 neu an Trans World Airlines ausgeliefert und von dieser seitdem durchgehend betrieben wurde. Es handelte sich um die 43. Boeing 707 aus laufender Produktion, die Maschine trug die Werksnummer 17669. Das Langstrecken--Schmalrumpfflugzeug war mit vier Triebwerken des Typs Pratt & Whitney JT3C-6 ausgerüstet. Zum Zeitpunkt des Unfalls hatte die Maschine 26.319 Flugstunden absolviert.

## Besatzung
Es befand sich eine dreiköpfige Cockpitbesatzung an Bord, bestehend aus Kapitän, Erstem Offizier und Flugingenieur. Der 45-jährige Kapitän Volney D. Matheny verfügte über 18.753 Stunden Flugerfahrung. Erster Offizier war der 26-jährige Ronald G. Reichardt, der bis zum Zeitpunkt des Unfalls 1.629 Flugstunden geflogen war. Der 39-jährige Flugingenieur Robert D. Barron hatte 11.182 Stunden Erfahrung in seiner Funktion. Darüber hinaus befanden sich vier Flugbegleiterinnen an Bord.

## Unfallhergang
Flug 159 sollte vom John F. Kennedy International Airport in New York City zum Los Angeles International Airport, Kalifornien führen, wobei ein Zwischenstopp auf dem Cincinnati/Northern Kentucky International Airport eingeplant war. Der Flug verlief bis Cincinnati ohne besondere Vorkommnisse.
Um 18:38 Uhr rollte die Maschine zu Startbahn 27L, nachdem der Fluglotse der Besatzung die Anweisung gab, die Maschine für den Abflug in Position zu bringen und auf weitere Anweisungen zu warten. Während die Maschine zu der Landebahn rollte, landete eine Douglas DC-9, mit der der Flug 379 der Delta Air Lines durchgeführt wurde, auf derselben Start- und Landebahn. Nachdem die Maschine gelandet war, erhielt die Besatzung die Freigabe, eine 180-Grad-Kurve vorzunehmen, um eine Ausfahrt zu erreichen, an der sie zunächst vorbeigerollt waren. Es gelang ihr nicht, die Kurve komplett zu vollführen, sodass die Maschine von der asphaltierten Startbahn abkam. Während der Großteil der Maschine anschließend im Matsch neben der Start- und Landebahn feststeckte, war das Heck nur etwa zwei Meter von der Landebahnschwelle entfernt.
Als der Fluglotse bemerkte, dass sich die DC-9 nicht fortbewegte, fragte er die Besatzung der Maschine, ob sie die Landebahn verlassen hätten. Der Kapitän der Maschine bestätigte dies, merkte aber an, dass seine Maschine im Matsch feststecke. Der Fluglotse informierte die Besatzung der TWA-Maschine um 18:39 Uhr, dass die DC-9 die Start- und Landebahn verlassen habe und erteilte ihr Startfreigabe. Der Erste Offizier der Boeing führte anschließend den Startlauf von Bahn 27L durch.
Da die DC-9 etwa 14 Meter von der Landebahn entfernt war, erkannten beide Piloten zunächst nicht, wie nah die Maschine an der Startbahn stand. Der Kapitän bemerkte dies erst kurz bevor die Boeing die DC-9 passierte. Im nächsten Moment hörten die Piloten einen lauten Knall, spürten eine Erschütterung im Steuerhorn und bemerkten eine Gierbewegung der Maschine. Im Glauben, die Maschine sei mit der DC-9 zusammengestoßen, leitete der Erste Offizier einen Startabbruch ein. Beide Piloten betätigten die Bremsen, aktivierten die Schubumkehr und fuhren die Störklappen aus, um die Maschine zu stoppen.
Die Maschine überrollte das Startbahnende, rollte über einen Hügel, stieg dahinter kurz in die Luft und kam nach 20 Metern wieder auf dem Boden auf, wobei das Hauptfahrwerk abgerissen wurde und das Bugfahrwerk nach hinten abknickte. Die Maschine schlitterte eine Böschung herunter und kam 128 Meter hinter dem Startbahnende mit gebrochenem Rumpf zum Stehen. Im Bereich des linken Flügels entwickelte sich ein Brand, der jedoch schnell gelöscht werden konnte.
Die 29 Passagiere und 7 Besatzungsmitglieder überlebten den Unfall zunächst alle. Es gab 10 Verletzte, zwei Passagiere mussten stationär im Krankenhaus behandelt werden. Vier Tage nach dem Unfall starb ein Unfallopfer im Krankenhaus.
Aufgrund des schweren Beschädigungen musste die Maschine als Totalverlust abgeschrieben werden.

## Unfalluntersuchung
Die Nationale Transportsicherheitsbehörde der USA (NTSB) übernahm nach dem Unfall die Ermittlungen. Die Ermittler stellten fest, dass die DC-9 sich zwar außerhalb der asphaltierten Startbahn befand, ihre Triebwerke jedoch nach wie vor aktiv und in den Leerlauf geschaltet waren und heiße Abgase über die Startbahn verströmten.
Die Ermittler beanstandeten, dass die Besatzung der DC-9 angegeben hatte, sie hätte die Start- und Landebahn bereits verlassen, obwohl dies nicht den Tatsachen entsprach. Offenbar hatten die Besatzungen der beiden Maschinen und der Fluglotse unterschiedliche Auffassungen davon, was unter einem Verlassen der Landebahn zu verstehen war. Die DC-9 befand sich zwar nicht mehr auf der gepflasterten Fläche, die Strahlen ihrer im Leerlauf befindlichen Triebwerke hätten jedoch eine Gefahr für jedes Flugzeug dargestellt, das  Bahn 27L zu diesem Zeitpunkt genutzt hätte. Die Ermittler stellten fest, dass die Luftfahrtbehörde bis dahin keine Festlegung darüber getroffen hatte, was unter einem Verlassen der Start- und Landebahn zu verstehen sei, ebenso wenig habe das der Flughafen Cincinnati getan. Die Ermittler sprachen eine Empfehlung aus, bei der Definition eines Verlassens der Landebahn die Triebwerksstrahlen von Flugzeugen zu berücksichtigen.
Der Knall, den die Piloten vernommen hatten, wurde nicht durch einen Zusammenstoß der Maschinen verursacht. Diese hatten sich bei dem Zwischenfall faktisch nicht berührt. Vielmehr hatte der Triebwerksstrahl der DC-9 einen Flammabriss an Triebwerk Nr. 4 der 707 verursacht. Das NTSB kam zu dem Schluss, dass ein Überschießen der Landebahn zum Zeitpunkt des Einleitens des Startabbruchs unvermeidbar war. Hierfür sei die Geschwindigkeit der Boeing 707 zu hoch gewesen.
Die Betriebshandbücher der Trans World Airlines warnten davor, dass Startabbrüche bei hohen Geschwindigkeiten gefährlich seien und empfahlen, dass ein Startabbruch bei einem Triebwerksschaden nach Erreichen der Entscheidungsgeschwindigkeit nicht mehr durchgeführt werden sollte, da ein Überschießen der Startbahn in diesem Fall unvermeidbar sei. Da der Kapitän jedoch vergessen hatte, das Erreichen der Entscheidungsgeschwindigkeit anzusagen, war der Erste Offizier im Glauben, er habe diese noch nicht erreicht. Die Entscheidungsgeschwindigkeit der Boeing 707 betrug in diesem speziellen Fall 132 Knoten (ca. 244 km/h), die verunglückte Maschine hatte bis auf eine Geschwindigkeit von 145 Knoten (ca. 269 km/h) beschleunigt.
Die Ermittler merkten an, dass die Richtwerte für Startabbrüche im untersuchten Fall nicht maßgeblich seien, da sie lediglich Handlungsanweisungen für Triebwerksschäden gäben. Sie bezeichneten die Entscheidung des Ersten Offiziers, den Start abzubrechen, als nachvollziehbar, da dieser aufgrund seiner Annahmen davon ausgehen musste, dass die Flugzeugstruktur durch einen Zusammenstoß beschädigt und die Maschine daher nicht mehr flugfähig sei. Die Ermittler kritisierten den Startabbruch der Piloten jedoch als nicht rasch genug.
Ein Mitglied der Untersuchungskommission bezeichnete den Startabbruch unter den aufgetretenen Umständen sowohl als nachvollziehbar als auch als notwendig, obwohl die Entscheidungsgeschwindigkeit bereits erreicht war und absehbar war, dass die Maschine die Startbahn überschießen würde.
Laut Mehrheitsmeinung der Untersuchungskommission wurde der Unfall durch das geschwindigkeitsbedingte Unvermögen der Besatzung, einen erfolgreichen Startabbruch vorzunehmen, verursacht. Das NTSB empfahl als Maßnahme eine Überarbeitung und Ausweitung der Bestimmungen hinsichtlich des Räumens von Landebahnen durch landende Maschinen.

## Folgen
Ein Gericht sprach der Familie des einzigen Todesopfers für den Verlust ihres Angehörigen eine Entschädigung in Höhe von 105.000 US-Dollar zulasten von Delta Air Lines zu. Das Unternehmen musste die Trans World Airlines außerdem mit 2.216.000 US-Dollar für den Verlust ihrer Maschine entschädigen.

## Kontext
Nur zwei Wochen später verunglückte im Anflug auf denselben Flughafen eine andere Maschine der Trans World Airlines, eine Convair CV-880, wobei 70 von 82 Personen an Bord der Maschine starben (siehe auch Trans-World-Airlines-Flug 128).